# 新屋庄

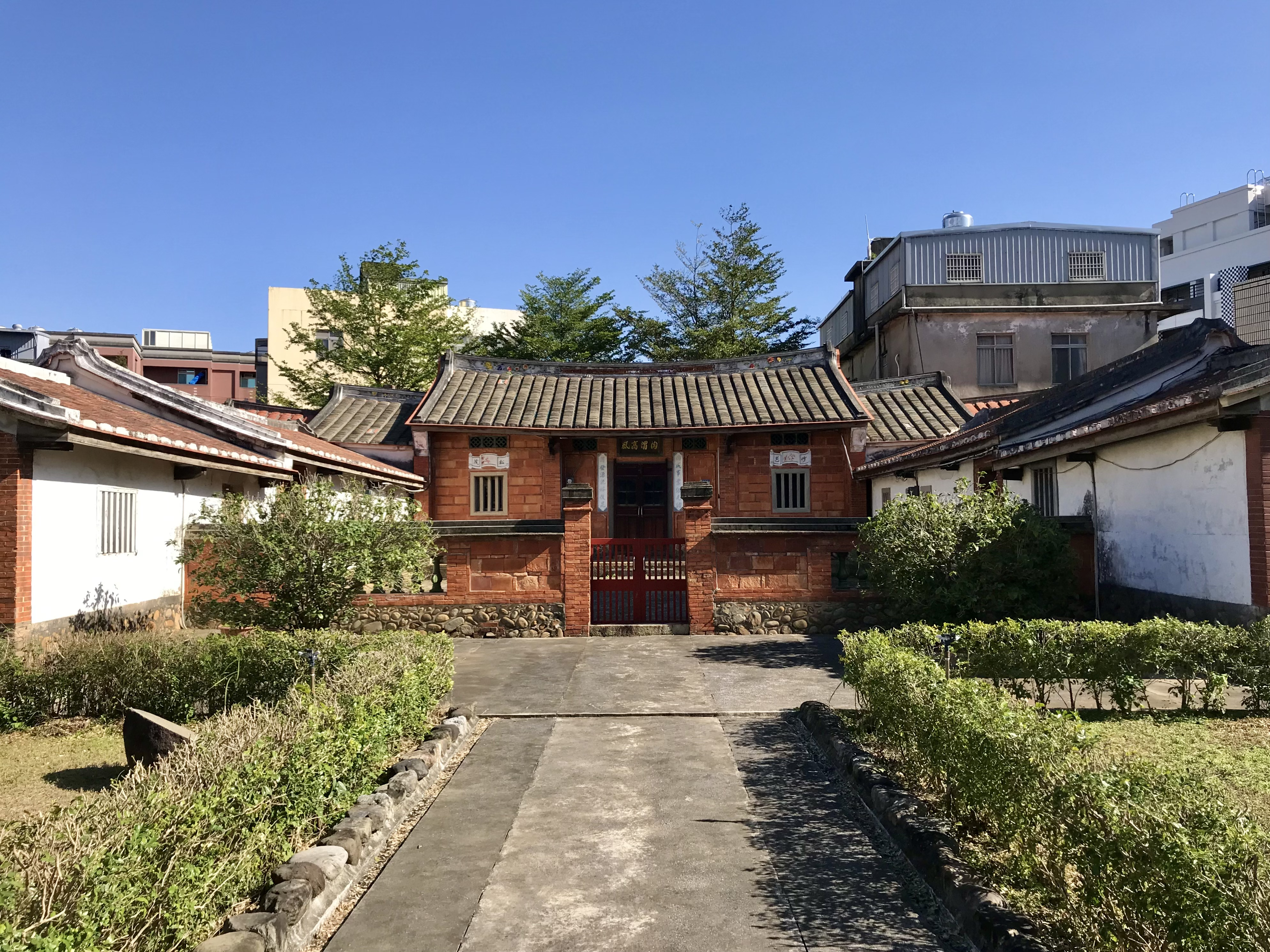
新屋范姜老屋

新屋庄，為1920年至1945年間，存在之行政區，轄屬新竹州中壢郡。該地區現為桃園市新屋區。

## 範圍
原為竹北二堡之犁頭洲庄、九斗庄、上青埔庄、北勢庄、石磊仔庄、新屋庄、東勢庄、埔頂庄、社仔庄、番婆坟庄、十五間庄、大坡、後庄、蚵殼港庄、笨仔港庄、槺榔庄、下田心仔庄、崁頭厝庄、大牛欄、石牌嶺，於1920年將上述地區劃為新屋庄。
台灣日治時期，新屋庄分為新屋、犁頭洲、九斗、上青埔、北勢、石磊子、東勢、埔頂、社子、番婆坟、十五間、大坡、後庄、蚵殼港、笨子港、槺榔、下田心子、崁頭厝、大牛欄、石牌嶺二十個大字。
- 新屋大字下，有「新屋」、「後湖」小字名。
- 東勢大字下，有「東勢」、「上庄子」、「甲頭屋」小字名。
- 北勢大字下，有「北勢」、「紅泥坡」小字名。
- 石磊子大字下，有「石磊子」、「水流」小字名。
- 埔頂大字下，有「埔頂」、「水碓」小字名。
- 犁頭洲大字下，有「犁頭洲」、「青草坡」小字名。
- 十五間大字下，有「十五間」、「十五間尾」小字名。
- 大坡大字下，有「大坡」、「三角堀」小字名。
- 蚵殼港大字下，有「蚵殼港」、「深圳」小字名。
- 糠榔大字下，有「上糠榔」、「下糠榔」小字名。
- 笨子港大字下，有「笨子港」、「榕樹下」、「埔子頂」小字名。
- 崁頭厝大字下，有「崁頭厝」、「下庄子」小字名。
- 大牛欄大字下，有「大牛欄」、「後湖」、「下埔頂」小字名。
- 下田心子大字下，有「下田心子」、「員笨」、「赤牛欄」小字名。